# مستقبل هرمون النمو
كان من المعتقد لسنين طويلة بأن هرمون النمو يفرز بصورة مبدئية أثناء فترة النمو و كان يعتقد أيضا أنها الفترة الوحيدة لكي تؤدى فيها الوظائف الفسيولوجية لهرمون النمو، ثم يختفي من الدم عند المراهقة . و لكن أثبتت البراهين بأن ذلك غير صحيح وأن الإفراز يقل بعد المراهقة ببطء مع تقدم العمر و يهبط أخيرا إلى حوالي 25 % من مستوى إفرازه في سن المراهقة عند الشيخوخة .
و تزداد سرعة إفراز هرمون النمو أو تنقص خلال دقائق، وأحيانا لأسباب غير مفهومة أبدا ولكنها في أحيان أخرى تكون بالتأكيد متعلقة بحالة الشخص التغذوية وعلى سبيل المثال:
- أثناء الموت جوعا، و خصوصا عند عوز البروتين الشديد.
- نقص سكر الدم أو هبوط تركيز الأحماض الدهنية في الدم .
- تدريب بدني .
- الإثارة .
- الرضح .
- كما تزداد سرعة الإفراز بشكل واضح خلال الساعتين الأوليتين من النوم العميق.

و يبلغ تركيز هرمون النمو السوي في بلازما الشخص البالغ بين 1.6-3.0 نانوجرام/مليلتر، وفي الطفل أو في اليافع حوالي 6 نانوجرام/مليلتر. و لكن هذه القيم غالبا ما تزداد لما يصل إلى 50 نانوجرام/مليلتر بعد استنفاد مخازن الجسم من البروتينات أو السكريات أثناء المجاعات الطويلة.
و في الحالات الحادة يكون نقص سكر الدم منبها قويا لإفراز هرمون النمو أقوى بكثير من النقص الحاد في مدخول البروتين . و من جهة ثانية، يظهر في الحالات المزمنة أن إفراز هرمون النمو يتناسب لحد أكبر من درجة نفاد بروتين الخلايا بدلا من درجة عدم كفاية الجلوكوز ؛ فمثلا تتعلق المستويات العالية جدا لهرمون النمو - التي تحصل أثناء المجاعات - تعلقا وثيقا مع كمية نفاذ البروتين .

## دور الوطاء والهرمون المحرر لهرمون النمو والسوماتوستاتين في التحكم في إفراز هرمون النمو
من السهل أن يفهم من الوصف السابق للعديد من العوامل المختلفة التي يمكن أن تؤثر على إفراز هرمون النمو الارتباك الذي واجه علماء الفيزيولوجي في محاولتهم حل ألغاز تنظيم إفراز هرمون النمو، وكذلك الوظائف الفسيولوجية لهرمون النمو .
و لكن من المعروف الآن أن إفراز هرمون النمو يحكم بصورة تامة تقريبا استجابة لعاملين يفرزان في الوطاء و ينقلان بعد ذلك إلى الغدة النخامية أمامية خلال الأوعية البابية الوطائية والنخامية.
و هذان العاملان هم الهرمون المحرر لهرمون النمو ( GHRH ) growth hormone releasing hormone ،و الهرمون المثبط لهرمون النمو ( GHIH) growth hormone inhibiting hormone ؛و الذي يسمى أيضا سوماتوستاتين، و كلاهما عديد ببتيد .
و يتركب الهرمون المحرر لهرمون النمو من 44 حمضا أمينيا، ويتركب هرمون السوماتوستاتين من 14 حمضا أمينيا.
و النواة الوطائية التي تسبب إفراز الهرمون المحرر لهرمون النمو هي النواة البطنية الإنسية، وهي نفس منطقة الوطاء المعروفة بأنها حساسة لنقص سكر الدم و التي تسبب الجوع في حالة هذا النقص. و يحكم إفراز السوماتوستاتين بالباحات القريبة الأخرى من الوطاء. و لهذا فمن المناسب أن نعتقد بأن قليلا من نفس الإشارات التي تحور غرائز السلوك الإطعامي تغير أيضا من سرعة إفراز هرمون النمو. و بنفس الطريقة ؛ فإن الإشارات الوطائية التي تمثل الانفعالات ،و الرضخ، تتمكن أيضا من التأثير على التحكم الوطائي بإفراز هرمون النمو . و في الواقع ؛ فقد أظهرت التجارب الحاسمة بأن الكاتيكولامينات، والدوبامين ،و السيروتونين ، التي يحرر كل واحد منها من نظام عصبوني مختلف في الوطاء ، تزيد كلها من سرعة تحرير هرمون النمو .
و من المحتمل أن معظم التحكم في إفراز هرمون النمو ينجز بواسطة الهرمون المحرر لهرمون النمو بدلا من الهرمون المثبط - السوماتوستاتين - .
و ينبه الهرمون المحرر لهرمون النمو إفراز هرمون النمو بواسطة ارتباطه مع مستقبلات الهرمون في غشاء الخلية الخاصة به على السطح الخارجي لخلايا إفراز الهرمون في الغدة النخامية .
و ينشط الهرمون المحرر لهرمون النمو نظام محلقة الأدينيل داخل الخلية، مما يرفع مستوى أدينوسين أحادي الفسفات حلقي cAMP . و لهذا بدوره تأثيران أحدهما قصير الأمد والآخر طويل الأمد.
- التأثير القصير الأمد هو زيادة انتقال أيونات الكالسيوم إلى داخل الخلية ، الذي يؤدي في دقائق إلى اندماج الحويصلات الإفرازية لهرمون النمو مع الغشاء الخلوي و تحرير الهرمون إلى الدم .
- أما التأثير الطويل الأمد فيكون بزيادة الانتساخ في النواة بواسطة الجينات التي تسبب تصنيع هرمون نمو جديد.

و يلعب السوماتوستاتين أدوارا عديدة أخرى في الجسم إضافة إلى تأثيره التثبيطي على إفراز هرمون النمو . فمثلا يفرز السوماتوستاتين و لكن من المهم ملاحظة أيضا بأن السوماتوستاتين من خلايا دلتا في جزر لانجرهانز في البنكرياس، ويمكنه أن يثبط إفرازي الأنسولين والجلوكاجون من خلايا بيتا وألفا في جزر لانغرهانس بنفس الطريقة التي يثبط بها إفراز هرمون النمو من الغدة النخامية الأمامية.
و يوجد السوماتوستاتين أيضا في باحات عديدة في الجهاز العصبي المركزي و في السبيل المعدي المعوي. و لهذه الأسباب يمكن أن يكون للسوماتوستاتين أدوار واسعة الانتشار في تعديل وظائف العديد من الأنظمة الهرمونية والفيزيولوجية الأخرى.
و عند إعطاء هرمون النمو إلى حيوان لفترة تمتد لساعات، فإن سرعة إفراز هرمون النمو الداخلي المنشأ في جسم الحيوان تنقص.
و يبين ذلك أن إفراز هرمون النمو الداخلي المنشأ - كما هو الحال أساسا بالنسبة لكل الهرمونات الأخرى - معرض للتحكم التلقيمي الراجع السلبي النمطي ( ارتجاع سلبي ). و لكن طبيعة آلية التلقيم الراجع هذه - و فيما إذا كانت تجرى بواسطة تثبيط الهرمون المحرر لهرمون النمو أو بتعزيز السوماتوستاتين - غير مؤكدة حتى الآن.

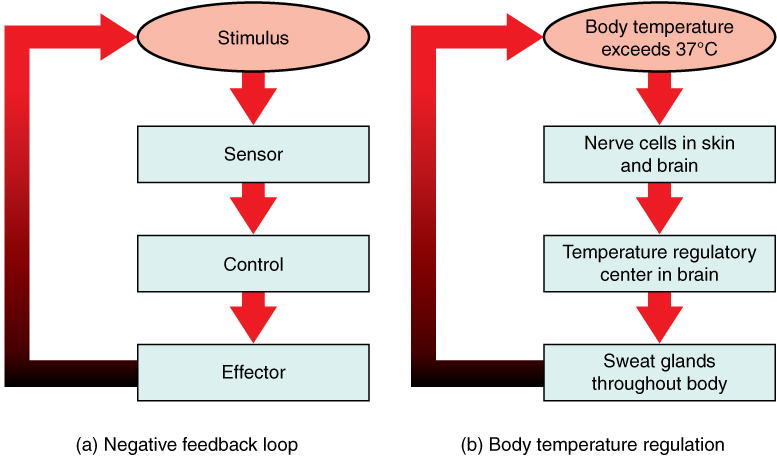
التحكم التلقيمي الراجع السلبي النمطي

و الخلاصة هي أن المعلومات الحالية عن تنظيم إفراز هرمون النمو غير كافية لوصف صورة متكاملة عنه.
و لكن بسبب الإفراز الشديد لهرمون النمو أثناء المجاعات و التأثير الأكيد الطويل الأمد في تعزيز تصنيع البروتين ونمو الأنسجة ، يقترح بأن المتحكم الرئيسي الطويل الأمد لإفراز هرمون النمو هو الحالة التغذوية الطويلة الأمد للأنسجة نفسها، وخاصة مستوى تغذيتها البروتينية. أي أن العوز التغذوي أو فرط حاجة النسيج لبروتين الخلايا مثلا، بعد نوبة شديدة من جهد شاق عندما ترهق حالة العضلات التغذوية فإن ذلك يزيد بطريقة ما سرعة إفراز هرمون النمو والذي يعزز بدوره تصنيع بروتينات جديدة بينما يحتفظ في ذات الوقت بالبروتينات التي سبق وجودها في الخلايا.